# Worlds of Tomorrow

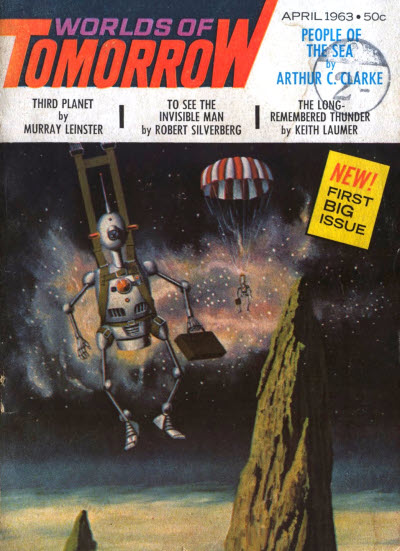
Il primo numero di Worlds of Tomorrow, datato aprile 1963

Worlds of Tomorrow è stata una rivista statunitense di fantascienza pubblicata dal 1963 fino al 1967, quando fu assorbita da If.
La pubblicazione riprese brevemente negli anni 1970 e 1971.
Fu diretta da Frederik Pohl nel primo periodo di pubblicazione e da Ejler Jakobsson nel secondo periodo.
Sulle sue pagine ha ospitato di autori importanti come Arthur C. Clarke, Larry Niven, Fritz Leiber, Philip K. Dick, Brian W. Aldiss, Jack Williamson e Philip José Farmer.